# أم أل (لغة برمجة)
أم أل (بالإنجليزية: ML)‏ (اختصار لغة ميتا) هي لغة برمجة وظيفية عامة الأغراض. ظهرت سنة 1973